# Weiherschneidbach

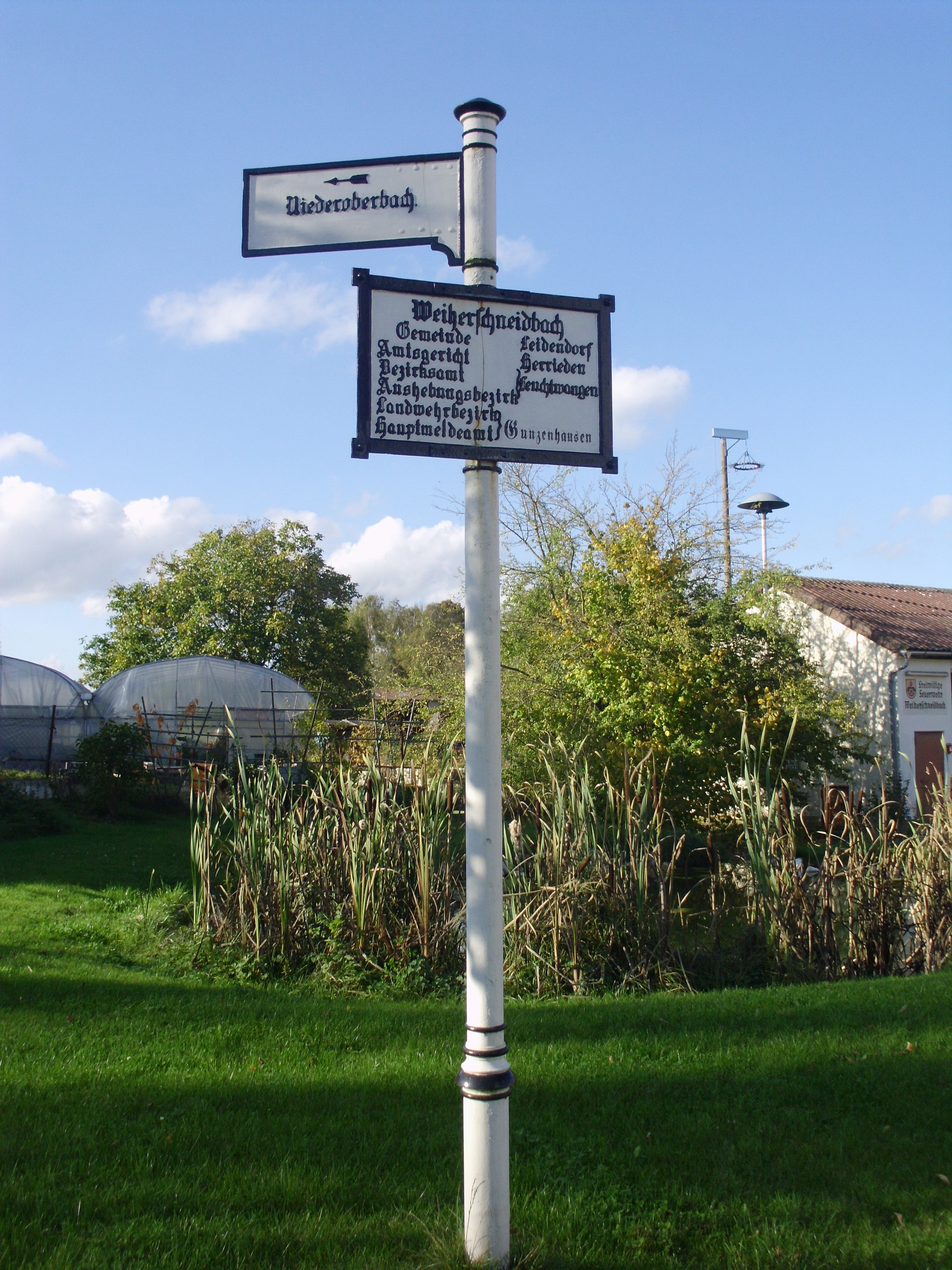
Historischer Wegweiser in Weiherschneidbach

Weiherschneidbach ist ein Gemeindeteil des Marktes Weidenbach im Landkreis Ansbach (Mittelfranken, Bayern). Weiherschneidbach liegt in der Gemarkung Leidendorf.

## Geografie
Am Ostrand des Dorfes fließt der Irrebach, ein über 10 km langer linker Zufluss der Altmühl, durch zwei Teiche. 0,5 km östlich beim Schmidtfeld mündet das Ölgrabenbächlein von links in diesen, unmittelbar südlich vom Ort dann der Zellergraben von rechts. 0,5 km südlich liegt das Schmalfeld, 0,5 km südwestlich die Waldinsel Waldgebiet Stöckicht, im Osten das Gewann Fronwasen, 0,5 km nordwestlich eines mit dem Namen In der Bärenlach.
Gemeindeverbindungsstraßen führen zur Staatsstraße 2249 bei Nehdorf (0,9 km nordöstlich), nach Leidendorf zur Bundesstraße 13 (1,8 km östlich), nach Burgoberbach zur St 2249 (2 km nordwestlich), nach Kolmschneidbach (1,3 km südlich) und zu einer Gemeindeverbindungsstraße (2 km südwestlich) zwischen Niederoberbach (0,2 km westlich) und Reisach (0,3 km östlich).

## Geschichte
Das Kloster Heilsbronn kaufte dort seine ersten Güter 1319 von Wolfram von Gießendorf. 1331 erwarb das Kloster ein Gut von Heinrich von Muhr, 1343 die Mühle der Witwe des Herrn Meinward des Fricken von Oettingen. In der Folgezeit kam es zu weiteren Erwerbungen, so dass insgesamt sieben Güter dem Kloster unterstanden. Neben Heilsbronn gab es das Gumbertusstift als Dorfherren.
Im 16-Punkte-Bericht des heilsbronnischen Vogtamts Merkendorf aus dem Jahr 1616 wurden für Weiherschneidbach 2 Höfe und 5 Güter angegeben, die dem Verwalteramt Merkendorf unterstanden. Die Anwesen anderer Grundherren wurden nicht aufgelistet. Das Verwalteramt Merkendorf übte auch das Gemeinderecht und den Hirtenstab aus. Die Fraisch hatte das brandenburg-ansbachische Kasten- und Stadtvogteiamt Windsbach. Während des Dreißigjährigen Krieges verödeten alle sieben Heilsbronner Güter.
Gegen Ende des 18. Jahrhunderts gab es in Weiherschneidbach 23 Untertansfamilien, von denen 16 ansbachisch waren. Zu diesem Zeitpunkt gehörte der Ort bereits zum Fraischbezirk des Oberamtes Ansbach. Von 1797 bis 1808 unterstand der Ort dem Justiz- und Kammeramt Ansbach.
Im Geographischen statistisch-topographischen Lexikon von Franken (1804) wird der Ort folgendermaßen beschrieben:

„Weyherschneidbach, Weiler im Markgräflichen Oberamte Ansbach von 23 Unterthanen, wovon einer Eichstättisch, und zwar zum Oberländischen Ober- und Stadtvogteyamte Wahrberg Herrieden gehörig ist. Es wurde derselbe im Jahre 1533 von Burkard von Wolmershausen und dessen Gattin, einer Adelmännin von Adelmannsfelden, an Eichstätt beygekauft. Es liegt dieser Weiler 2 Stunden südöstlich von Herrieden gegen Triesdorf zu zwischen Leidendorf und Niederoberbach, und gehört in die Pfarrey Burgoberbach.
Weyherschneidbacher Weyher, es liegt im Weiler Weyherschneidbach ein ungefähr 7 Tagwerk großer fürstlich Eichstättischer zum Kastenamte Herrieden gehöriger Weiher, wovon der Ort selbst seinen Vornamen her hat; er ist nicht so fast an Wasser, als an purem Moose so tief, daß man mit Stangen und sogar mit großen Bäumen keinen festen Grund erreichen kann, der dortige Ansbachische Müller mahlt daraus.“

Im Rahmen des Gemeindeedikts wurde Weiherschneidbach dem 1808 gebildeten Steuerdistrikt Burgoberbach und der wenig später gegründeten Ruralgemeinde Burgoberbach zugeordnet. Mit dem Zweiten Gemeindeedikt (1818) entstand die Ruralgemeinde Weiherschneidbach. Spätestens 1846 ging diese Gemeinde in der Ruralgemeinde Leidendorf auf, wie aus dem Statistisches Hand- und Adreßbuch von Mittelfranken hervorgeht.
Am 1. Juli 1971 wurde Leidendorf im Zuge der Gebietsreform in Bayern in den Markt Weidenbach eingegliedert.

### Baudenkmal
- Gusseiserner Wegweiser nach Niederoberbach, um 1860/70[15]

### Einwohnerentwicklung
| Jahr      | 001818 | 001840 | 001861 | 001871 | 001885 | 001900 | 001925 | 001950 | 001961 | 001970 | 001987 |
| Einwohner | 112    | 135    | 147    | 142    | 139    | 138    | 153    | 199    | 177    | 169    | 161    |
| Häuser    | 27     | 27     |        |        | 26     | 26     | 27     | 28     | 37     |        | 38     |
| Quelle    | [ 17 ] | [ 13 ] | [ 18 ] | [ 19 ] | [ 20 ] | [ 21 ] | [ 22 ] | [ 23 ] | [ 24 ] | [ 25 ] | [ 1 ]  |

## Religion
Der Ort ist seit der Reformation evangelisch-lutherisch geprägt und war ursprünglich nach Sommersdorf gepfarrt, spätestens seit 1861 ist die Pfarrei St. Georg (Weidenbach) zuständig. Die Einwohner römisch-katholischer Konfession sind nach St. Nikolaus (Burgoberbach) gepfarrt.